# Corpse Party
Corpse Party (jap. コープスパーティー Kōpusu pātī) – seria gier komputerowych z gatunku survival horror i dōjinshi, których pierwszym autorem jest Makoto Kedōin. Seria została później rozwinięta przez grupę GrisGris.
Na podstawie serii gier powstało także manga, seria OVA, słuchowisko, park rozrywki, a także film live-action.

## Manga
Na podstawie gier powstały cztery serie mangi: Corpse Party: Blood Covered, która została wydana przez Square Enix; Corpse Party: Musume oraz Corpse Party: Book of Shadows, wydane przez Media Factory, a także Corpse Party: Another Child, opublikowane przez Mag Garden.

## OVA

### Corpse Party: Missing Footage
OVA wydana 2 sierpnia 2012 roku. Opowiada o zwykłym życiu bohaterów i wydarzeniach, które miały miejsce przed wydarzeniami z Corpse Party: Tortured Souls.

### Corpse Party: Tortured Souls
Kolejna, cztero-odcinkowa seria OVA, zatytułowana Corpse Party: Tortured Souls ―Bōgyaku sareta tamashii no jukyō― (jap. コープスパーティー Tortured Souls ―暴虐された魂の呪叫― Kōpusu pātī Tortured Souls ―Bōgyaku sareta tamashii no jukyō―) pojawiła się na rynku 24 lipca 2013 roku.

#### Fabuła[4]
Wskutek rytuału grupa przyjaciół budzi się w starej, zniszczonej szkole. Okazuje się ona miejscem nawiedzonym przez duchy brutalnie zabitych dzieci. Życie uczniów zamienia się w koszmar, jakim jest walka o przetrwanie.

#### Postacie i obsada[5]
| Postać             | Seiyū            |
| ------------------ | ---------------- |
| Yoshiki Kishinuma  | Yuuichi Nakamura |
| Satoshi Mochida    | Hiro Shimono     |
| Yuka Mochida       | Eri Kitamura     |
| Sakutaro Morishige | Tetsuya Kakihara |
| Naomi Nakashima    | Rina Satou       |
| Seiko Shinohara    | Satomi Arai      |
| Ayumi Shinozaki    | Asami Imai       |
| Sachiko Shinozaki  | Ikue Ootani      |
| Yui Shishido       | Miyuki Sawashiro |
| Mayu Suzumoto      | Yuuka Nanri      |